# Rolf Eggert
Rolf Eggert (* 28. Dezember 1944 in Krembz) ist ein deutscher Ingenieur und Politiker (SPD).

## Biografie

### Ausbildung und Beruf
Eggert studierte nach dem Abitur von 1966 bis 1969 an der Ingenieurschule für Seefahr Warnemünde/Wustrow und arbeitete anschließend bis 1980 als Ingenieur. Daneben absolvierte er von 1969 bis 1976 ein Fernstudium mit der Fachrichtung Informationselektronik an der Universität Rostock. Er war von 1980 bis 1986 als Forschungsingenieur an der Ingenieurhochschule Warnemünde tätig, promovierte 1984 zum Dr.-Ing. und war von 1986 bis 1992 als Forschungsingenieur und wissenschaftlicher Oberassistent an der Technischen Hochschule Wismar beschäftigt. 1992 erhielt er einen Lehrstuhl für Steuerungstechnik an der Hochschule Wismar.
Eggert wurde am 1. Mai 2001 zum Präsidenten der Landeszentralbank in der Freien und Hansestadt Hamburg, in Mecklenburg-Vorpommern und Schleswig-Holstein ernannt. Gleichzeitig wurde er Mitglied des Zentralbankrats der Deutschen Bundesbank. Seit dem 1. Mai 2002 war er bis zum 4. Mai 2009 Präsident der Hauptverwaltung Hamburg der Deutschen Bundesbank. Er war seit 2004 Vorsitzender des Hochschulrats der Hochschule Wismar.

### Politik

#### Abgeordneter
Eggert ist Mitglied der SPD.

Nach der politischen Wende in der DDR war Eggert 1990 Mitglied der Bürgerschaft der Stadt Wismar. Er gehörte von 1990 bis 2001 dem Landtag Mecklenburg-Vorpommern an und war dort bis 1994 rechtspolitischer Sprecher der SPD-Fraktion. Von 1990 bis 1994 amtierte er als Vizepräsident des Landtags.

#### Öffentliche Ämter
Eggert war 1990 Stadtpräsident in Wismar. Nach der Bildung einer Koalition aus CDU und SPD wurde er am 9. Dezember 1994 als Justizminister in die von Ministerpräsident Berndt Seite (CDU) geführte Regierung des Landes Mecklenburg-Vorpommern berufen. Seit Mai 1996 leitete er auch den Bereich des Ministers für die Angelegenheiten der Europäischen Union.
Nach der Bildung einer Koalition aus SPD und PDS übernahm Eggert seit dem 3. November 1998 die Leitung des Wirtschaftsministeriums in der von Ministerpräsident Harald Ringstorff (SPD) geleiteten Landesregierung. Aufgrund seiner Berufung zum Präsidenten der Landeszentralbank Hamburg schied er im April 2001 aus der Regierung aus, Nachfolger wurde Otto Ebnet (SPD).

## Auszeichnungen
Im November 2006 wurde Eggert das Bundesverdienstkreuz am Bande verliehen.